# Ежи Марр
Ежи Марр (настоящие имя и фамилия — Октавиан Завадский) (пол. Jerzy Marr; 21 марта 1901, Лемберг, Австро-Венгрия — 9 мая 1962, Варшава, ПНР) —польский актёр театра и кино.

## Биография
Сниматься начал с 1927 года. Звезда немого кинематографа Польши. Снялся в 17 фильмах.
Инициатор создания кинематографической секции Союза польских артистов сцены.
После окончания Второй мировой войны в кино больше не снимался, посвятив себя театральной деятельности.
В 1947 году выступал на сцене Варшавского театра «Студио», в 1948 году — Городского театра в Люблине, в 1948—1951 — Театра им. С. Ярача в Ольштыне, в 1951—1962 — Варшавского театра Людовы.

## Фильмография
- 1927 — Могила неизвестного солдата /Mogiła nieznanego żołnierza — Пётр Гловиньский, профессор
- 1927 — Зов моря /Zew morza — Стах, морской офицер / королевич, герой романа, который читает Стах
- 1928 — Пан Тадеуш /Pan Tadeusz — Станислав Щенсны Потоцкий
- 1928 — Тайна древнего рода /Tajemnica starego rodu Ришард, секретарь князя
- 1928 — Невольники жизни. За грехи отцов /Niewolnicy życia. Za grzechy ojców — Владек
- 1929 — Полицмейстер Тагеев /Policmajster Tagiejew jako — студент Казё Хорский, брат Яны
- 1929 — Тайна почтового ящика / Tajemnica skrzynki pocztowej — инженер Слав Лехович
- 1929 — Под флагом любви / Pod banderą miłości — Ежи Женцкий, секретарь посольства в Стокгольме
- 1932 — Пуща / Puszcza
- 1932 — Шахта Л23 / Szyb L-23 — Антек
- 1933 — Игрушка / Zabawka — Юрек Жатошинский, сын помещика
- 1934 — Драки его дочери/ Awanturki jego córki
- 1935 — Вацусь / Wacuś — Рома, кузен Кази
- 1935 — Рапсодия Балтики — поручик Ежи Едынский
- 1937 — Князёк — танцор
- 1938 — Счастливое тринадцатое / Szczęśliwa trzynastka — Ежи Рунич, капельмейстер в театре Мираж
- 1939/1942 — Завещание профессора Вильчура

Похоронен на Брудновском кладбище в Варшаве.